# 武尚仁
武尚仁（？年—？年），號靜山，甘肅鞏昌府隴西縣人，清朝政治人物。

## 生平
由咸豐二年壬子科進士，翰林院庶吉士，散館改銓知縣，咸豐四年九月任四川順慶府岳池縣知縣，七年八月奉解京餉，咸豐八年正月回任岳池縣知縣，十一年正月調署廣安州。